# Jakovlev Jak-15
Jakovlev Jak-15 (NATO-rapporteringsnamn: Feather) var ett av de första jetdrivna jaktflygplan som tillverkades i Sovjetunionen. Jungfruflygningen genomfördes samma dag som MiG-9, men tre timmar senare. Det är också ett av de lättaste jetdrivna jaktflygplan som producerats, bara He 162 Volksjäger var lättare. Tillsammans med Saab 21R räknas den som de enda lyckade konverteringarna till jetflygplan från en redan existerande konstruktion. Den användes under en kort period i slutet av 1940-talet som jaktflygplan och för inskolning på jetflygplan.

## Utveckling
Efter Tysklands fall i maj 1945 föll stora mängder avancerad flygteknologi i Sovjetunionens händer. Storbritannien och USA hade redan utvecklat egna jetjaktflygplan under kriget och Sovjetunionen låg därför efter i den tekniska utvecklingen. För att komma ikapp lade man stora resurser på att kopiera tysk teknologi. Till en början planerade man att tillverka en direkt kopia av Me 262, men Jakovlev presenterade en snabbare och billigare lösning genom att byta ut V12:an i Jak-3 mot en Junkers Jumo 004 jetmotor från en Me 262. Utblåset satt under cockpit och aluminiumet i bakkroppen fick bytas ut mot stål för att klara de heta avgaserna. Vingbalken fick en krök på mitten för att gå klart för motorn.
Jungfruflygningen genomfördes 24 april 1946 med testpiloten Mikhail Ivanov vid spakarna. Mindre än en vecka senare beslutade Sovjetunionens ministerråd att Jakovlev skulle bygga ytterligare två prototyper med den sovjettillverkade motorn RD-10. De var klara i tid att delta i en flyguppvisning på Tusjino i augusti 1946. I december samma år godkände ministerråd serieproduktion för en första serie om 50 flygplan. Totalt 280 flygplan byggdes innan produktionen upphörde till förmån för Jak-17 i mars 1948.

## Användning
Även om Jak-15 under en kort tid var det snabbaste flygplanet i Sovjetunionens flygvapen hade den för kort räckvidd för att effektivt användas som jaktflygplan. Den huvudsakliga användningen blev därför jetinskolning för piloter som redan var bekanta med propellerdrivna jaktflygplan. Det har förekommit uppgifter om att Jak-15 skulle ha använts av Koreanska folkarméns flygvapen under Koreakriget, men det har aldrig bekräftats.

## Varianter
- Jak-Jumo – Den första prototypen ombyggd från en Jak-3 med en tysk Junkers Jumo 004.
- Jak-RD10 – Två prototyper med rysktillverkade Klimov RD-10-motorer.
- Jak-15 – Produktionsserie med RD-10-motorer och två 23 mm automatkanoner.
- Jak-21 – Tvåsitsig skolversion. En byggd.
- Jak-15U – En Jak-15 ombyggd med trehjuligt landningsställ.
- Jak-17 – förbättrad modell med trehjuligt landningsställ.